# ستنيسو هالر
ستنيسو هالر هو ضابط وسياسي بولندي، ولد في 26 أبريل 1872 في كراكوف في بولندا، وتوفي في 1940 في كاتين في روسيا بسبب إعدام رميا بالرصاص.